# Francesco Maria Tarugi
Francesco Maria Tarugi (né le 27 août 1525 à Montepulciano en Toscane, Italie, et mort le 11 juin 1608 à Rome) est un cardinal italien de la fin du XVIe siècle et du début du XVIIe siècle. Il est le neveu du pape Jules III (par sa mère) et le neveu du pape Marcel II.

## Biographie
Francesco Maria Tarugi entre au service du duc de Parme Ranuccio Farnese. Il rencontre Philippe Néri à Rome et entre la congrégation de l'Oratoire. Il est considéré comme le bras droit de Philippe Néri, le fondateur de cette congrégation. En 1586, il fonde une maison de l'Oratoire à Naples. En 1592 il est nommé archevêque d'Avignon.
Il est créé cardinal par le pape Clément VIII lors du consistoire du 5 juin 1596. Il est le premier cardinal-oratorien. Il est préfet de la Congrégation de la réforme des églises romaines et est transféré à l'archidiocèse de Sienne en 1597.
Le cardinal Tarugi participe aux deux conclaves de 1605 (élections de Léon XI et de Paul V).